# Malacoraja
Malacoraja ist eine bisher wenig erforschte Rochengattung aus der Familie der Echten Rochen (Rajidae), die mit vier Arten im Atlantik, möglicherweise auch weltweit, in Tiefen von 25 bis 1570 Metern vorkommt. Die Rochengattung wurde 1970 durch den deutschen Knorpelfischexperten Matthias Stehmann als Untergattung von Raja beschrieben, gilt heute aber als eigenständige Gattung.

## Merkmale
Die maximale Gesamtlänge der Fische liegt etwa bei 70 cm. Die Körperscheibe ist rhombisch, die Schnauze ist kurz und nur wenig von der Kopf-Rumpf-Scheibe abgesetzt. Die Oberseite ist dicht mit Stacheln besetzt, eine deutlich ausgeprägte Dornenreihe auf dem Rumpf hinter der Schulterregion und auf der Schwanzoberseite fehlt hingegen. Die Unterseite des Schwanzes ist ebenfalls mit Ausnahme eines mittigen Längsbandes zart bestachelt. Die Oberseite der Fische ist einfarbig braun oder graubraun, die Unterseite einfarbig weißlich. Schwanzober- und Unterseite sind gleich gefärbt. Die Anzahl der Brustflossenradien liegt bei 69 bis 71. Die Klasperstrukturen sind unbekannt.

## Arten
Zur Gattung Malacoraja gehören vier Arten:
- Kreffts Rochen (Malacoraja kreffti (Stehmann, 1977))
- Malacoraja obscura Carvalho, Gomes & Gadig, 2005
- Malacoraja senta (Garman, 1885)
- Samthautrochen (Malacoraja spinacidermis (Barnard, 1923))